# Przewodzenie antydromowe
Przewodzenie antydromowe – sposób przekazywania bodźca w komórce nerwowej (neuronie) polegający na przekazie od synapsy do ciała komórki (perykarionu). Przeciwieństwem jest drugi sposób - przewodzenie ortodromowe polegające na transporcie z ciała komórki (perykarionu) do synaps.

Przeczytaj ostrzeżenie dotyczące informacji medycznych i pokrewnych zamieszczonych w Wikipedii.